# Radiovittaria williamsii
Radiovittaria williamsii är en kantbräkenväxtart som först beskrevs av James Everhard Benedict, och fick sitt nu gällande namn av E. H. Crane. Radiovittaria williamsii ingår i släktet Radiovittaria och familjen Pteridaceae. Inga underarter finns listade.